# Attaque de l'hôtel Corinthia de Tripoli
En janvier 2015, l'hôtel Corinthia de Tripoli a été attaqué par des hommes affiliés à l'État islamique en Irak et au Levant (EIIL). L'hôtel était populaire auprès des fonctionnaires étrangers et des employés du gouvernement ; il avait auparavant hébergé le Premier ministre libyen.

## Attaque
Aux premières heures du 27 janvier 2015, des hommes affiliés à l'ISIL ont fait exploser une voiture piégée dans le parking de l'hôtel. Dans le chaos, on estime que 5 hommes armés ont dépassé le garde local et sont entrés dans l'hôtel, avec l'intention de tuer les clients.
Certains des attaquants ont survécu au contact initial, ce qui a conduit à une prise d'otages prolongée.

## Victimes
| Pays       | Nombre |
| ---------- | ------ |
| Libye      | 5      |
| Tajikistan | 3      |
| France     | 1      |
| USA        | 1      |
| Total      | 10     |

Cinq étrangers sont morts dans l'attaque : un américain, un français et trois Tadjiks (dont deux femmes). L'américain, David Berry, travaillait comme entrepreneur pour une société de sécurité américaine nommée Crucible. Cinq membres du personnel de sécurité libyen auraient également trouvé la mort dans l'attentat.

## Auteurs et leurs motivations
L'attaque a été menée par des hommes appartenant à la « province de Tripoli » de l' EIIL, qui seraient originaires de Libye. L'objectif déclaré des assaillants était de se venger de la mort d'Abu Anas al-Libi, un membre libyen d' Al-Qaïda impliqué dans le bombardement de deux ambassades américaines en 1998. Il a été capturé par les forces américaines à l'intérieur de la Libye en 2013 et est mort dans un hôpital américain le 2 janvier 2015.